# Dag Hammerskjoeld
Dag Hammerskjoeld è un ward dello Zambia, parte della Provincia di Copperbelt e del Distretto di Ndola.